# Anqasha minaperinensis
Espèce
Anqasha minaperinensis est une espèce d'araignées mygalomorphes de la famille des Theraphosidae.

## Distribution
Cette espèce est endémique de la région d'Ancash au Pérou,. Elle se rencontre dans la vallée du río Santa dans les provinces de Huaraz et de Recuay.

## Description
Le mâle holotype mesure 23,82 mm et la femelle paratype 37,23 mm.

## Systématique et taxinomie
Cette espèce a été décrite par Kaderka en 2023.

## Étymologie
Son nom d'espèce, composé de minaperin et du suffixe latin -ensis, « qui vit dans, qui habite », lui a été donné en référence au lieu de sa découverte, Mina Perina.

## Publication original
- Pocock, 1903 : « On some genera and species of South American Aviculariidae. » Annals and Magazine of Natural History, sér. 7, vol. 11, p. 81-115 (texte intégral).